# 2009 en numismatique
Chronologie de la numismatique
- 2008 en numismatique - 2009 en numismatique - 2010 en numismatique

Cet article présente les faits marquants de l'année 2009 en numismatique.

## Principaux événements numismatiques de l'année 2009

### Par dates

#### Janvier
- 1er janvier 2009 :
  -  Zone euro : émission de la  série de pièces de 2 euros du 10e anniversaire de l'Union économique et monétaire
[1]
  -   Belgique : émission d'une nouvelle série de pièces en euros, la troisième depuis 1999[N 1],[N 2] et la troisième à l'effigie du roi Albert II.
  -   Slovaquie : le pays rejoint la zone euro et émet sa première série de pièces en euros : 1 euro (EUR) = 30,126 0 couronnes (SKK). La couronne slovaque peut être utilisée pour payer en liquide jusqu'au 16 janvier.
- 26 janvier 2009 : 
  -  États-Unis : émission de la pièce du District de Columbia de la série de 1/4 de dollar du District de Columbia et des territoires des États-Unis.

#### Février
- 6 février 2009 :
  -   Allemagne : émission de la ?e pièce commémorative de 2 euros du pays et 4e sur 16 de la série des Länder, consacrée au land de Sarre[2]. Sur cette pièce est représentée la Ludwigskirche (église du prince Louis de Nassau) située à Sarrebruck[2].
- 19 février 2009 : 
  -  États-Unis : émission de la pièce du président William Henry Harrison de la série de pièces de 1 dollar des Présidents des États-Unis.

#### Mars
- 5 mars 2009 : 
  -  États-Unis : émission de la pièce de Anna Harrison de la série de 10 dollars des Premières épouses des États-Unis.
- 30 mars 2009 : 
  -  États-Unis : émission de la pièce de Porto Rico de la série de 1/4 de dollar du District de Columbia et des territoires des États-Unis.

#### Mai
- 21 mai 2009 : 
  -  États-Unis : émission de la pièce du président John Tyler de la série de pièces de 1 dollar des Présidents des États-Unis.
- 26 mai 2009 : 
  -  États-Unis : émission de la pièce de Guam de la série de 1/4 de dollar du District de Columbia et des territoires des États-Unis.

#### Juillet
- 2 juillet 2009 : 
  -  États-Unis : émission de la pièce de Letitia Tyler de la série de 10 dollars des Premières épouses des États-Unis.
- 27 juillet 2009 : 
  -  États-Unis : émission de la pièce des Samoa américaines de la série de 1/4 de dollar du District de Columbia et des territoires des États-Unis.

#### Août
- 6 août 2009 : 
  -  États-Unis : émission de la pièce de Julia Tyler de la série de 10 dollars des Premières épouses des États-Unis.
- 20 août 2009 : 
  -  États-Unis : émission de la pièce du président James K. Polk de la série de pièces de 1 dollar des Présidents des États-Unis.

#### Septembre
- 3 septembre 2009 : 
  -  États-Unis : émission de la pièce de Sarah Polk de la série de 10 dollars des Premières épouses des États-Unis.
- 28 septembre 2009 : 
  -  États-Unis : émission de la pièce des Îles Vierges américaines de la série de 1/4 de dollar du District de Columbia et des territoires des États-Unis.

#### Novembre
- 19 novembre 2009 : 
  -  États-Unis : émission de la pièce du président Zachary Taylor de la série de pièces de 1 dollar des Présidents des États-Unis.
- 30 novembre 2009 : 
  -  États-Unis : émission de la pièce des Îles Mariannes du Nord de la série de 1/4 de dollar du District de Columbia et des territoires des États-Unis.

#### Décembre
- 3 décembre 2009 : 
  -  États-Unis : émission de la pièce de Margaret Taylor de la série de 10 dollars des Premières épouses des États-Unis.
- 10 décembre 2009 : 
  -   Espagne : parution au Journal officiel de l'Union européenne des nouvelles faces nationales des pièces en euro de l'Espagne.

#### Année
- Europa Star 2009
- Liste des pièces de collection françaises en euro (2009)